# أيزو 1
أيزو 1 هو معيار دولي يحدد درجة الحرارة المرجعية القياسية لمواصفات المنتجات الهندسية والتحقق. يتم إصلاح درجة الحرارة عند 20 درجة مئوية، وهو ما يعادل 293.15 كلفن و 68 درجة فهرنهايت.
بسبب التمدد الحراري، تحتاج قياسات طول الدقة ليكون في (أو تحويلها إلى) درجة حرارة محددة. أيزو 1 يساعد في مقارنة القياسات من خلال تحديد هذه درجة الحرارة المرجعية. ° اعتمد درجة الحرارة المرجعية من 20 مئوية بحلول اللجنة الدولية للأوزان والمقاييس (CIPM) في 15 أبريل 1931، أصبح ايزو التوصية رقم 1 في عام 1951. وسرعان ما حل محل في جميع أنحاء العالم درجات الحرارة المرجعية الأخرى لقياس طول أن الشركات المصنعة للأجهزة دقيقة قد استخدمت من قبل، بما في ذلك 0 درجة مئوية، 62 درجة فهرنهايت، و 25 درجة مئوية. ومن بين الأسباب لاختيار 20 درجة مئوية كان أنها مريحة وعملية درجة الحرارة في حلقة العمل وأن أنها أدت إلى قيمة عدد صحيح في جداول كل مئوية وفهرنهايت.